# Maîtresse de la garde-robe

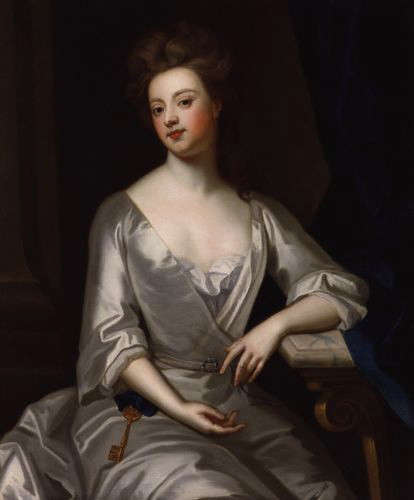
Sarah Churchill, Duchesse de Marlborough, maîtresse de la garde-robe de la reine Anne.

La maîtresse de la garde-robe (en anglais Mistress of the Robes) est désignée parmi les dames les plus âgées de la cour britannique. Autrefois responsable des vêtements de la reine et de ses bijoux, elle a, de nos jours, la responsabilité du tableau de service des dames de compagnies de la reine, et accomplit des devoirs divers lors des cérémonies officielles. Par le passé, quand la reine occupait le trône, la maîtresse de la garde-robe était une nomination politique, qui changeait en fonction du gouvernement en place. Ce n'est plus le cas depuis la mort de la reine Victoria en 1901. La reine Élisabeth II en a eu seulement deux en presque soixante ans de règne. Les reines douairières avaient aussi leur propre maîtresse de garde-robe, et au XVIIIe siècle, la princesse de Galles en avait une. De nos jours, c'est presque toujours une duchesse qui tient ce rôle.

## MarieIre(1516-1558)
- 1553-1558 : Susan Clarencieux[1]

## ÉlisabethIre(1533-1603)
- 1559/1562-1603 : Dorothy Stafford[1]

## Anne de Danemark(1574-1619)
- 1603–1619 : Audrey Walsingham

## Henriette-Marie de France(1609-1669)
- 1626-1652 : Susan Feilding, comtesse de Denbigh
- 1653-1669 : Elizabeth Fielding Boyle, comtesse de Guilford

## Marie II(1662-1694)
- 1688-1694 : Elizabeth Butler, comtesse de Derby

## Anne(1665-1714)
- 1704-1710 : Sarah Churchill[2]
- 1710-1714 : Elizabeth Seymour, duchesse de Somerset[3]

## Caroline d'Ansbach(1683-1737)
- 1714-1717 : Diana de Vere[4]
- 1717-1723 : fonction inoccupée
- 1723-1731 : Elizabeth Sackville, duchesse de Dorset [5]
- 1731-1735 : Henrietta Howard[6]
- 1735-1737 : fonction inoccupée[6]

## Augusta de Saxe-Gotha-Altenbourg(1719-1763)
- 1736-1745 : Jane Hamilton[6]
- 1745-1747 : fonction inoccupée[6]
- 1747-1763 : Grace Sackville, comtesse de Middlesex[6]

## Charlotte de Mecklembourg-Strelitz(1774-1818)
- 1761-1793 : Mary Bertie, duchesse d'Ancaster et Kesteven (duchesse douairière d'Ancaster et Kesteven à partir de 1778)[6]
- 1793-1818 : Elizabeth Thynne, marquise de Bath (marquise douairière de Bath à partir de 1796)[6]

## Caroline de Brunswick(1768-1821)
- 1795-1808 : Anne Townshend, marquise de Townshend
- 1808-1817 : Catherine Douglas, baronne Glenbervie

## Adélaïde de Saxe-Meiningen(1792-1849)
- 1830-1837 : Catherine Osborne, duchesse de Leeds[6]

## Victoria(1819-1901)
- 1837-1841 : Harriet Sutherland-Leveson-Gower, duchesse de Sutherland[7]
- 1841-1846 : Charlotte Montagu Douglas Scott, duchesse de Buccleuch et Queensberry[8]
- 1846-1852 : Harriet Sutherland-Leveson-Gower, duchesse de Sutherland[9]
- 1852-1853 : Anne Murray, duchesse d'Atholl[10]
- 1853-1858 : Harriet Sutherland-Leveson-Gower, duchesse de Sutherland[11]
- 1858-1859 : Louisa Montagu, duchesse de Manchester[12]
- 1859-1861 : Harriet Sutherland-Leveson-Gower, duchesse de Sutherland[13]
- 1861-1868 : Elizabeth Wellesley, duchesse de Wellington[14]
- 1868-1870 : Elizabeth Campbell, duchesse d'Argyll[15]
- 1870-1874 : Anne Sutherland-Leveson-Gower, duchesse de Sutherland[16]
- 1874-1880 : Elizabeth Wellesley, duchesse de Wellington[17]
- 1880-1883 : Elizabeth Russell, duchesse de Bedford[18]
- 1883-1885 : Anne Innes-Ker, duchesse de Roxburghe[19]
- 1885-1892 : Louisa Montagu Douglas Scott, duchesse de Buccleuch et Queensberry[20]
- 1892-1895 : fonction inoccupée
- 1895-1901 : Louisa Montagu Douglas Scott, duchesse de Buccleuch et Queensberry[21]

## Alexandra de Danemark(1844-1925)
- 1901-1912 : Louisa Montagu Douglas Scott, duchesse de Buccleuch et Queensberry[22]
- 1913-1925 : Winifred Anna Dallas-York[23]

## Mary de Teck(1867-1953)
- 1910-1916 : Evelyn Cavendish[24]
- 1916-1921 : Eileen Sutherland-Leveson-Gower, duchesse de Sutherland[25]
- 1921-1953 : Evelyn Cavendish, duchesse de Devonshire

## Elizabeth Bowes-Lyon(1900-2002)
- 1937-1964 : Helen Percy, duchesse de Northumberland (duchesse douairière de Northumberland à partir de 1946)[26]
- 1964-1990 : Kathleen Hamilton, duchesse d'Abercorn (duchesse douairière d'Abercorn à partir de 1979)[27]
- 1990-2002 : fonction inoccupée

## Élisabeth II(1926-2022)
- 1953-1967 : Mary Cavendish, duchesse douairière de Devonshire[28]
- 1967-2021 : Fortune FitzRoy, duchesse de Grafton[29] (duchesse douairière de Grafton depuis 2011)
- 2021-2022 : vacance de la fonction

## Camilla Parker Bowles(2022-)
- 2022- : vacance de la fonction